# Detroit (Oregon)
Detroit è un comune (city) degli Stati Uniti d'America della contea di Marion nello Stato dell'Oregon. Deve il suo nome all'omonima città nel Michigan, dato che negli anni 1890 un gran numero di persone della comunità proveniva dal Michigan. La popolazione era di 202 abitanti al censimento del 2010. Fa parte dell'area metropolitana di Salem.

## Geografia fisica
Secondo lo United States Census Bureau, ha un'area totale di 0,96 miglia quadrate (2,49 km²).

## Storia
L'originale sito della città di Detroit fu inondato durante l'estate del 1952 quando il Corpo degli Ingegneri costruì la diga di Detroit sul fiume Santiam. La comunità fu spostata circa 1⁄2 miglio (0,80 km) a nord-ovest del sito originale, sulla Route 22, e fu incorporata come città nello stesso anno.
La costruzione della diga di Detroit aveva avuto inizio il 1º aprile 1949 come parte dello U.S. Army Corps of Engineers’ Willamette Valley Project. Quando la diga fu completata fu dedicata all'ex governatore dell'Oregon Douglas McKay e Segretario degli Interni il 10 giugno 1953. Oltre al controllo delle inondazioni, la diga ha beneficiato di navigazione, irrigazione, la produzione di energia elettrica, di purificazione del flusso e della ricreazione.
Situato nei pressi del lago Detroit e del Detroit Lake State Park, l'economia di Detroit è dipendente dal turismo. La comunità ha sofferto di una siccità nel 2001, quando il lago Detroit era poco più del fiume Santiam per tutta l'estate.
Nel 2010, con 47 voti contro e 37 voti a favore, gli abitanti di Detroit hanno rifiutato di cambiare il nome della città in Detroit Lake, dal nome del serbatoio vicino e uno dei siti più visitati d'estate in Oregon. La proposta fu avanzata da Doug DeGeorge, un costruttore e proprietario di un motel che risiede in Arizona e che voleva dissociarsi dalla città di Detroit nel Michigan, ed i suoi stretti legami con "la criminalità, la corruzione, le scuole in fallimento e un'industria automobilistica traballante". Doug DeGeorge non era presente il giorno della votazione al consiglio comunale, ma fu inondato da chiamate di residenti arrabbiati del Michigan. Gli elettori scelsero di mantenere il nome originale della città, tuttavia, la maggior parte degli abitanti e dei turisti si riferiscono alla città con il nome di Detroit Lake. Gary Brown, un consigliere comunale di Detroit (Michigan), in disaccordo con la proposta, disse agli abitanti locali che avrebbero fatto un grosso errore se avessero cambiato nome alla città, perché la "Motor City" (soprannome della città di Detroit nel Michigan) un giorno tornerà alla sua gloria precedente.

## Società

### Evoluzione demografica
Secondo il censimento del 2010, c'erano 202 abitanti.

### Etnie e minoranze straniere
Secondo il censimento del 2010, la composizione etnica della città era formata dal 95,5% di bianchi, l'1,5% di nativi americani, e il 3,0% di due o più etnie. Ispanici o latinos di qualunque razza erano il 3,0% della popolazione.